# هوارد شو (كاتب)
هوارد شو (بالإنجليزية: Howard Shaw)‏ هو كاتب بريطاني، ولد في 1934.